# Икиз
Икиз (тур. İkizadalar, İkiz Adaları — «Близнецы»), также Фар (тур. Far Adaları) — группа из двух маленьких островов в Турции, у юго-западного побережья Малой Азии, к северу от деревни Торба, у северного побережья полуострова Бодрум, в заливе Мандалья (Гюллюк) Эгейского моря, к юго-западу от острова Салих. Наивысшая точка северного острова 26 м над уровнем моря. Административно относятся к району Бодрум в иле Мугла.